# Béla II van Hongarije
Béla II (ca. 1109 - 13 februari 1141), bijg. de Blinde, was koning van Hongarije van 1131 tot 1141 en behoorde tot het huis van Árpád. 

## Jeugd
Béla was de enige zoon van Álmos, broer van koning Koloman, en van Predslava, dochter van Svjatopolk II van Kiev. Álmos probeerde meerdere malen de macht te grijpen. Uiteindelijk besloot Koloman in 1113 om Álmos en Béla de ogen uit te steken, om zo de opvolging door zijn zoon Stefanus te verzekeren. Álmos en Béla leefden in het klooster van Dömös. Álmos ging gewoon door met samenzweren tegen Stefanus, die inmiddels koning was geworden, en moest uiteindelijk naar het Byzantijnse Rijk vluchten. Partijgangers van zijn vader brachten Béla onder het klooster van Pécsvárad. Álmos overleed in 1129 en Stefanus, die geen erfgenamen had, bracht Béla aan het hof en arrangeerde voor hem een huwelijk met Helena van Servië. Stefanus schonk het paar bezittingen bij Tolna (stad).

## Koning
Stefanus overleed op 31 maart 1131 en Béla werd op 28 april van dat jaar tot koning gekroond in Székesfehérvár. Omdat hij blind was moest hij in veel zaken vertrouwen op zijn vrouw en op de hofhouding. Met name Helena speelde een actieve rol. Kort na de kroning van Béla liet ze een aantal edelen vermoorden omdat die medeplichtig zouden zijn aan het blind maken van haar man. Verder benoemde ze haar broer Beloš tot paltsgraaf en opperbevelhebber van het leger. 
Koloman had een tweede huwelijk gesloten met een Russische prinses. Zijn zoon Boris uit dit huwelijk maakte aanspraken op de Hongaarse troon. Hij kreeg steun uit Kiev en Polen en Bolesław III van Polen trok in 1132 met Boris naar Hongarije. Béla hield een landdag en wees op die landdag de claim van Boris af omdat Boris volgens Béla geen wettige zoon van Koloman was. Alle edelen die het daar (terecht) niet mee eens waren, werden ter plekke gedood. Op 22 juli 1132 versloeg het Hongaarse leger Bolesław en Boris bij de rivier de Sajó. Boris vluchtte naar het Byzantijnse Rijk. Na de dood van Béla zou hij nog een keer met Duitse steun proberen om de troon te veroveren, ook nu zonder succes.
Béla's buitenlandse politiek kende een aantal successen. Hij ontwikkelde goede relaties met Oostenrijk en Bohemen, wat werd bevestigd door huwelijken van zijn zusters met Leopold III van Oostenrijk en Soběslav I van Bohemen. Door hun diplomatieke hulp dwong keizer Lotharius III in 1133 Bolesław om zijn hulp aan Boris op te geven. In 1136 veroverde hij delen van Dalmatia op de Republiek Venetië en in 1137 bezette hij Bosnië (gebied).
Béla overleed aan de gevolgen van overmatig alcoholgebruik en is begraven in Székesfehérvár.

## Huwelijk en kinderen
Béla huwde 28 augustus 1127 met Helena van Servië, dochter van Uroš I Vojislavljević. Zij hadden zes kinderen:
- Elisabeth, huwde met Mieszko III van Polen
- Géza II van Hongarije
- Ladislaus II van Hongarije
- Stefanus IV van Hongarije
- Álmos, jong gestorven
- Sophia (ca. 1136), verloofd met Hendrik Berengarius, werd kloosterzuster in Admont toen hij voor het huwelijk al overleed.